# Олівія де Гевіленд
Олівія Мері де Гевіленд (англ. Olivia Mary de Havilland; 1 липня 1916, Токіо — 26 липня 2020, Париж) — американська акторка театру, кіно та телебачення. Найбільш відома за ролями у фільмах «Звіяні вітром» (1939), «Спадкоємиця» (1949), «Леді в клітці» (1964) та «Тихше, тихше, мила Шарлотто» (1964). Одна з найпопулярніших та найзатребуваніших акторок «золотої доби» Голлівуду.

## Життєпис
Народилася 1 липня 1916 року у Токіо в родині Ліліан Августи Рюз, театральної акторки, відомої під сценічним ім'ям Ліліан Фонтейн, і Волтера Августуса де Гевіленда, британського адвоката, що мав практику в Японії. 1917 року у неї з'явилася молодша сестра Джоан Фонтейн, суперництво з якою після початку їхньої акторської кар'єри зайшло так далеко, що вони припинили не лише бачитися, але й розмовляти одна з одною. Її кузеном по лінії батька був британський авіаконструктор Джеффрі де Гевіленд, винахідник літака De Havilland Mosquito. 1919 року, після розлучення батьків, Олівія з матір'ю та сестрою оселилися у каліфорнійському місті Саратога.
Свою кар'єру розпочала на початку 1930-х років як театральна акторка, але вже 1935 року проміняла театр на кінематограф. Серед її ранніх фільмів популярні пригодницькі стрічки «Одіссея капітана Блада» (1935), «Атака легкої кавалерії» (1936) та «Пригоди Робіна Гуда» (1938), у більшості з яких її партнером був Еррол Флінн. 1939 року виконала роль Мелані Вілкс у легендарному фільмі «Звіяні вітром» Віктора Флемінга, за яку була номінована на премію Оскар за найкращу жіночу роль другого плану.
Наприкінці 1940-х років акторка тричі номінувалася на премію Оскар за найкращу жіночу роль і двічі отримала її: 1947 року за роль у фільмі «Кожному своє» Мітчелла Лейзена, та 1950 року за роль у «Спадкоємиці» Вільяма Вайлера.
1941 року де Гевіленд прийняла американське громадянство. На початку 1940-х років акторка була незадоволена тими ролями, які їй нав'язувала студія «Warner Bros», через що у неї виник скандал зі студійним керівництвом. Це призвело до судового процесу, який де Гевіленд виграла спільно з Гільдією кіноакторів, тим самим послабивши вплив студії та домігшись більшої творчої свободи для акторів від диктату продюсерів. Це стало однією з найбільш значущих судових постанов в історії Голлівуду, а де Гевіленд заслужила велику повагу серед акторів, у тому числі і своєї сестри Джоан Фонтейн, яка пізніше зазначила, що «Голлівуд багато чим завдячує Олівії».
Її кар'єра у кіно продовжувалася до кінця 1970-х років, і за цей час вона з'явилася в багатьох відомих фільмах, серед яких «Моя кузина Рейчел» (1952), «Ця леді» (1955), «Світло на площі» (1962), «Леді в клітці» (1964), «Тихше, тихше, мила Шарлотто» (1964), «Аеропорт 77» (1977) і «П'ятий мушкетер» (1979).
Після завершення кінокар'єри де Гевіленд продовжувала зніматися на телебаченні. 1986 року була номінована на премію Еммі і отримала премію Золотий глобус за роль імператриці Марії Федорівни у телефільмі «Анастасія: Загадка Анни» виробництва NBC.
2008 року де Гевіленд була нагороджена Національною медаллю США в галузі мистецтв. 2010 року удостоєна звання Кавалера ордена Почесного легіону, а 2017 року отримала титул Дами-командора ордену Британської імперії.

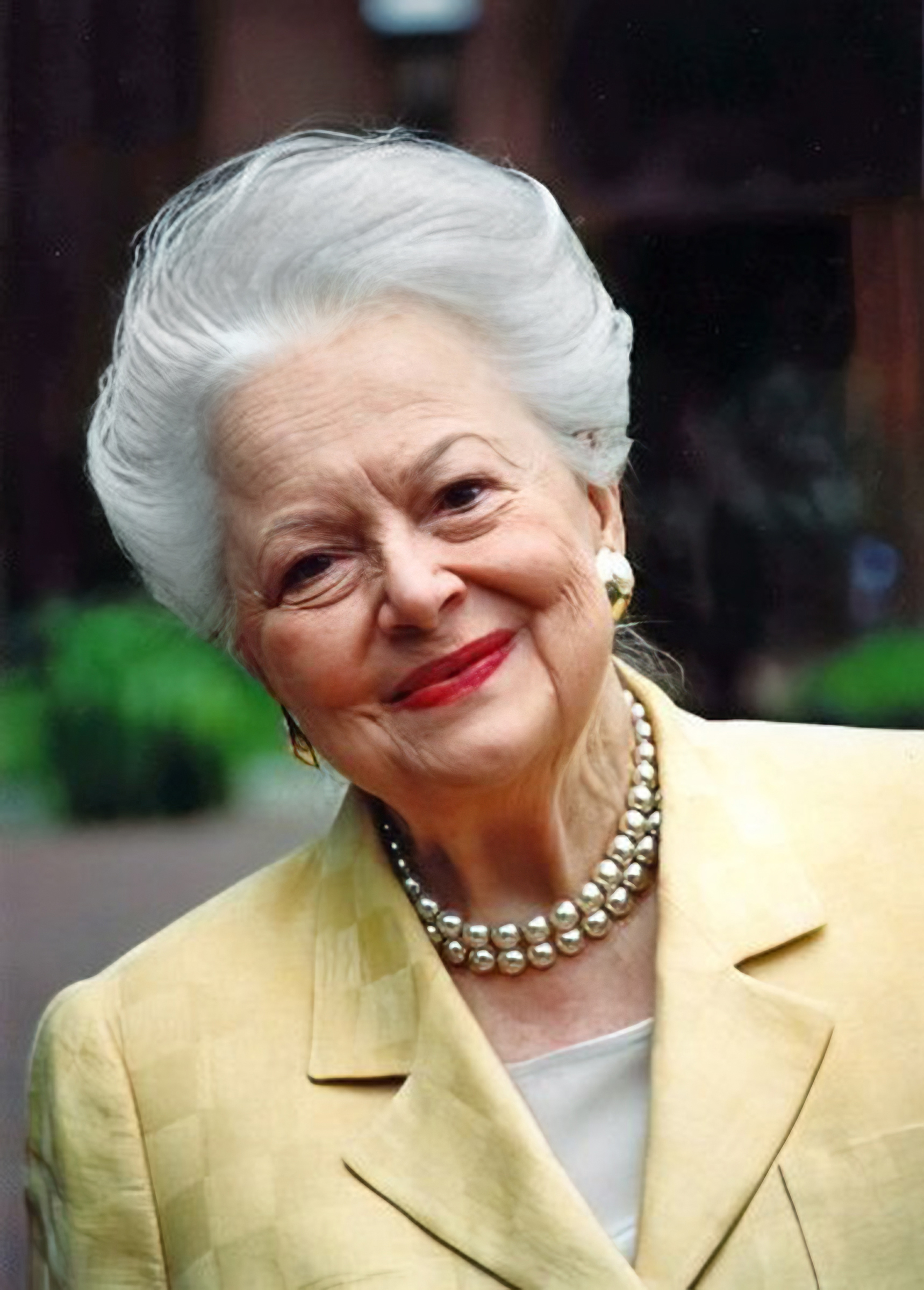
Олівія де Гевіленд у 2001 році

2017 року на екрани вийшов мінісеріал «Ворожнеча», де розповідається про суперництво Бетті Девіс і Джоан Кроуфорд, у якому роль Олівії де Гевіленд виконала Кетрін Зета-Джонс. Де Гевіленд звернулася до суду, стверджуючи, що її зображення без дозволу порушує її право на рекламу як знаменитості і представляє у неправдивому світлі. 2018 року її позов було відхилено на основі Першої поправки про свободу слова в кінематографі.
Олівія де Гевіленд померла 26 липня 2020 року в себе вдома у Парижі в 104-річному віці.

## Особисте життя
У 1940-х роках де Гевіленд мала романи з режисером Джоном Г'юстоном, актором Джеймсом Стюартом та продюсером Говардом Г'юзом.
1946 року вступила у шлюб з письменникои Маркусом Гудріхом. Розлучилися 1953 року. Їхній син Бенджамін (нар. 1949) став математиком (1991 року він помер після тривалої боротьби з лімфогранульоматозом).
Із 1955-го по 1979 роки де Гевіленд перебувала у шлюбі з французьким журналістом П'єром Галанте. 18 липня 1956 року народила дочку Жізель. Цей шлюб також завершився розлученням, і з того часу постійним місцем проживання акторки став Париж.

## Фільмографія

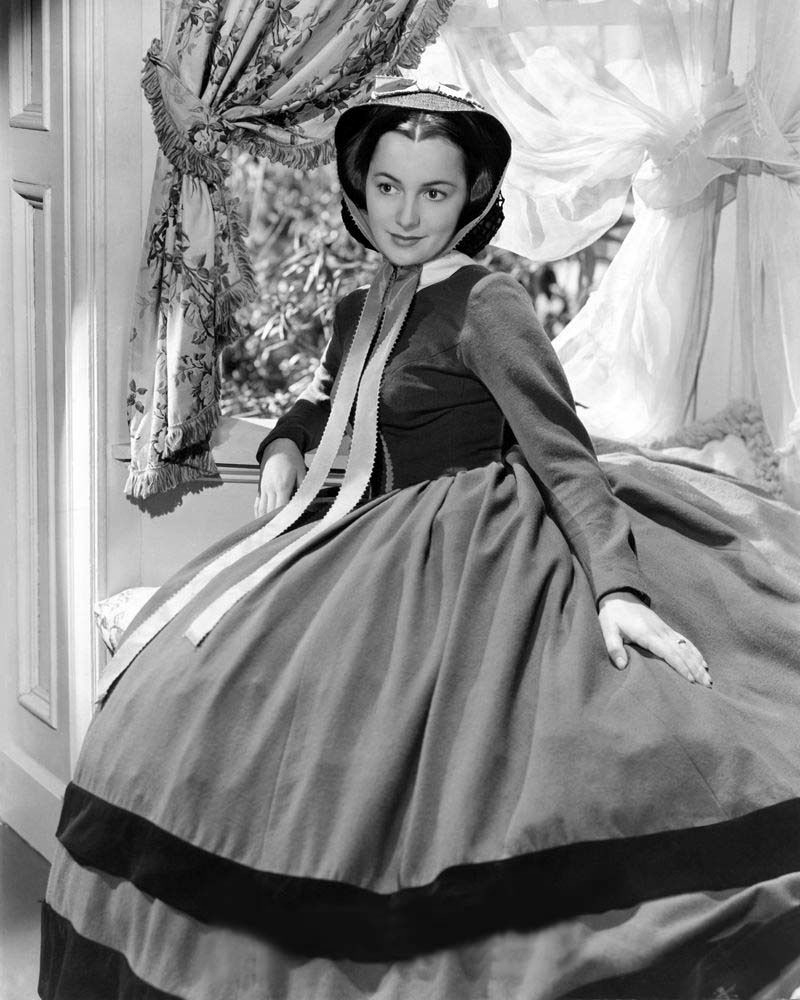
Олівія де Гевіленд в образі Мелані Вілкс, «Звіяні вітром» (1939)

| Рік  |    | Українська назва                          | Оригінальна назва                        | Роль                         |
| ---- | -- | ----------------------------------------- | ---------------------------------------- | ---------------------------- |
| 1935 | ф  | Алібі Айк                                 | Alibi Ike                                | Доллі Стівенс                |
| 1935 | ф  | Ірландський дух в нас                     | The Irish in Us                          | Люсіль Джексон               |
| 1935 | ф  | Сон літньої ночі                          | A Midsummer Night's Dream                | Гермія                       |
| 1935 | ф  | Одіссея капітана Блада                    | Captain Blood                            | Арабелла Бішоп               |
| 1936 | ф  | Ентоні нещасний                           | Anthoni Adverse                          | Анджела Джузеппе             |
| 1936 | ф  | Атака легкої кавалерії                    | The Charge of Light Brigade              | Ельза Кемпбелл               |
| 1937 | ф  | На сьогодні досить                        | Call It a Day                            | Кет Хілтон                   |
| 1937 | ф  | Великий Гаррік                            | The Great Garrick                        | Жермена де ла Корб           |
| 1937 | ф  | Любов, яку я шукав                        | It's Love I'm After                      | Марсія Вест                  |
| 1938 | ф  | Пригоди Робіна Гуда                       | The Adventures of Robin Hood             | Меріан                       |
| 1938 | ф  | Золото там, де шукаєш                     | Gold Is Where You Find It                | Серена Ферріс                |
| 1938 | ф  | Четверо — це банда                        | Fours a Crowd                            | Лорі Ділінгвелл              |
| 1938 | ф  | Неприступна                               | Hard to Get                              | Маргарет                     |
| 1939 | ф  | Крила флоту                               | Wings of the Navy                        | Айрін Дейл                   |
| 1939 | ф  | Додж-сіті                                 | Dodge City                               | Еббі Ірвінг                  |
| 1939 | ф  | Приватне життя Єлизавети та Ессекса       | The Private Lives of Elizabeth and Essex | леді Пенелопа Грей           |
| 1939 | ф  | Рафлс                                     | Raffles                                  | Гвен                         |
| 1939 | ф  | Звіяні вітром                             | Gone with the Wind                       | Мелані Гамільтон-Вілкс       |
| 1940 | ф  | Кохання повернулося до мене               | My Love Came Back                        | Амелія Корнелл               |
| 1940 | ф  | Шлях на Санта-Фе                          | Santa Fe Trail                           | Кіт Карсон Голідей           |
| 1941 | ф  | Сунична білявка                           | The Strawberry Blonde                    | Емі Лінд Греймс              |
| 1941 | ф  | Затримайте світанок                       | Hold Back the Dawn                       | Емі Браун                    |
| 1941 | ф  | Вони померли на своїх постах              | They Died with Their Boots On            | Елізабет Бейкон              |
| 1942 | ф  | Тварина чоловічої статі                   | The Male Animal                          | Елен Тернер                  |
| 1942 | ф  | В цьому наше життя                        | In This Out Life                         | Рой Тімберлейк               |
| 1943 | ф  | Принцеса О'Рурк                           | Princess O'Rourke                        | Мері Вільямс                 |
| 1943 | ф  | Влада дівчат                              | Government Girl                          | Смокі Еллард                 |
| 1946 | ф  | Кожному своє                              | To Each His Own                          | міс Джозефіна «Джоді» Норріс |
| 1946 | ф  | Темне дзеркало                            | The Dark Mirror                          | Террі/Рут Коллінз            |
| 1946 | ф  | Відданість                                | Devotion                                 | Шарлотта Бронте              |
| 1946 | ф  | Подбайте про наречену                     | The Well Groomed Bride                   | Марджі Доусон                |
| 1948 | ф  | Зміїна яма                                | The Snake Pit                            | Вірджинія Стюарт Канінгем    |
| 1949 | ф  | Спадкоємиця                               | The Heiress                              | Кетрін Слопер                |
| 1952 | ф  | Моя кузина Рейчел                         | My Cousin Rachel                         | Рейчел Ешлі                  |
| 1955 | ф  | Ця леді                                   | That Lady                                | Ана де Мендоза               |
| 1955 | ф  | Не як чужий                               | Not as a Stranger                        | Крістіна Гедвігсон           |
| 1956 | ф  | Дочка посла                               | The Ambassador’s Daughter                | Джоан Фіск                   |
| 1958 | ф  | Гордий бунтар                             | The Proud Rebel                          | Ліннет Мур                   |
| 1959 | ф  | Брехня                                    | Libel                                    | леді Маргарет Лондон         |
| 1962 | ф  | Світло на площі                           | Light in the Piazza                      | Мег Джонсон                  |
| 1964 | ф  | Леді в клітці                             | Lady in Cage                             | Корнелія Гілард              |
| 1964 | ф  | Тихше, тихше, мила Шарлотто               | Hush… Hush, Sweet Sharlotte              | Міріам Дірінг                |
| 1966 | с  | Театр ABC '67: Полуденне вино             | ABC Stage 67: Noon Wine                  | Еллі Томпсон                 |
| 1968 | с  | Час Денні Томаса                          | The Danny Thomas Hour                    | Дебора Рубін                 |
| 1969 | ф  | Шукачі пригод                             | The Adventurers                          | Дебора Гедлі                 |
| 1972 | тф | Жінка, що кричить                         | The Screaming Woman                      | Лора Вінант                  |
| 1972 | ф  | Папеса Іоанна                             | Pope Joan                                | мати-настоятелька            |
| 1977 | ф  | Аеропорт 77                               | Airport 77                               | Емілі Лівінгстон             |
| 1978 | ф  | Рій                                       | The Swarn                                | Морін Шустер                 |
| 1979 | ф  | П'ятий мушкетер                           | The Fifth Musketeer                      | королева Анна Австрійська    |
| 1979 | с  | Коріння: Наступне покоління               | Roots: The Next Generations              | місіс Ворнер                 |
| 1981 | с  | Човен кохання                             | The Love Boat                            | тітонька Хіллі               |
| 1982 | тф | Вбити легко                               | Murder Is Easy                           | Гонорія Вейнфлет             |
| 1982 | тф | Королівський роман принца Чарльза і Діани | The Royal Romance of Charles and Diana   | Єлизавета Боуз-Лайон         |
| 1986 | тф | Анастасія: Загадка Анни                   | Anastasia: The Mystery of Anna           | імператриця Марія Федорівна  |
| 1986 | с  | Північ і Південь 2                        | North and South, Book 2                  | місіс Ніл                    |
| 1988 | тф | Жінка, яку він кохав                      | The Woman He Loved                       | Бессі Мерріман               |

## Нагороди та номінації
Оскар
- 1940 — Номінація на найкращу акторку другого плану (Звіяні вітром).
- 1941 — Номінація на найкращу акторку (Затримайте світанок).
- 1947 — Найкраща акторка (Кожному своє).
- 1948 — Номінація на найкращу акторку (Зміїна яма).
- 1950 — Найкраща акторка (Спадкоємиця).

Золотий глобус
- 1950 — Найкраща жіноча роль у драматичному фільмі (Спадкоємиця).
- 1953 — Номінація на найкращу жіночу роль у драматичному фільмі (Моя кузина Рейчел)
- 1986 — Найкраща жіноча роль другого плану в міні-серіалі або телефільмі (Анастасія: Загадка Анни).

Венеційський кінофестиваль
- 1949 — Кубок Вольпі за найкращу жіночу роль (Зміїна яма).

Еммі (Прайм-тайм)
- 1987 — Номінація на найкращу акторку другого плану у мінісеріалі або фільмі (Анастасія: Загадка Анни).

Національна рада кінокритиків США
- 1948 — Найкраща акторка (Зміїна яма).

Спільнота кінокритиків Нью-Йорка
- 1948 — Найкраща акторка (Зміїна яма).
- 1949 — Найкраща акторка (Спадкоємиця).